# Claydon (Suffolk)
Pour les articles homonymes, voir Claydon.
Claydon est un village et une paroisse civile du Suffolk, en Angleterre.